# Južne vesti
Južne vesti su informativni sajt koji vestima pokriva teritoriju južne i jugoistočne Srbije, bez Kosova i Metohije. Osnovane su avgusta 2009. godine. Osnivač Južnih vesti je Simplicity d.o.o, Svetosavska 20, Niš. Glavni i odgovorni urednik je Gordana Bjeletić.
Južne vesti su opisane kao jedan od srpskih nezavisnih medija.

## Impresum
Južne vesti su upisane u Registar javnih glasila Republike Srbije pod rednim brojem: IN000086. One su punopravni član Local press-a i ANEM-a i jedan od osnivača Asocijacije onlajn medija - AOM Архивирано на веб-сајту  (1. фебруар 2019).
Južne vesti su prvi je internet portal u Srbiji koji je priznao nadležnost Saveta za štampu, a potpisnik su i "Kodeksa profesionalne prakse u digitalnom izdavaštvu".
Septembra 2018. godine Južne vesti i novosadski "021" su postali zvanični partner BBC World service.
"Nezavisan i objektivan sadržaj oba portala prati uređivačku politiku koja je u skladu sa uređivačkim standardima BBC-ja" - saopšteno je tada iz BBC.

## Finansiranje Južnih vesti
Južne vesti najveći deo svojih aktivnosti realizuju zahvaljujući entuzijazmu novinara i saradnika. Osim prihoda od reklamnog prostora na sajtu, deo finansijskih prihoda ostvaruje se i preko projektnih aktivnosti usmerenih pre svega ka boljem informisanju građana. Među stranim institucijama i fondacijama koje su pomogle rad Južnih vesti do sada su Delegacija EU u Srbiji, Ujedinjene nacije (UNDP), OEBS, IREX, USAID, NED, PT Fund, Ambasada Sjedinjenih Američkih Država u Srbiji i Britanska ambasada u Srbiji.
Južne vesti su prvi regionalni info portal koje podiže nivo svesti građana južne Srbije i razumevanja o aktuelnim pitanjima u tom delu zemlje kroz prikupljanje i distribuciju informacija, istraživanja i analitičko novinarstvo. Pozicionirani kao apolitični i nepristrasan medij, rubrika „Južne vesti istražuju“ među najčitanijim je na sajtu, sa više od 50 komenatara čitalaca po tekstu. Južne vesti su najčitaniji i najcitiraniji medij u regionu.

## Spoljašnje veze
- Južne vesti
- Južne vesti na fejsbuku
- Južne vesti на веб-сајту